# 狭叶花佩菊
狭叶花佩菊（学名：Faberia nanchuanensis），为菊科花佩菊属下的一个植物种。